# حبیب الرحمن افغان
حبیب الرحمن افغان (زاده ۱۳۴۵ ولسوالی محمود راقی ولایت کاپیسا) سیاستمدار افغانستان و نماینده مردم کوچی در دوره شانزدهم مجلس نمایندگان است. وی در مجلس شانزدهم نمایندگان افغانستان عضو کمیسیون کوچی‌ها، قبایل، امور مهاجرین و بیجاشدگان می‌باشد.

## زندگی‌نامه
حبیب الرحمن افغان زاده ۱۳۴۵ از ولسوالی ولسوالی محمود راقی ولایت کاپیسا می‌باشد. ایشان تحصیلات دینی خود را در مدارس خصوصی خوانده و سپس وارد جبهه جنگ شده‌است.

## دیگر فعالیت‌ها
دیگر فعالیت‌های ایشان:
- قوماندان جهادی (۱۳۶۰–۱۳۷۱).
- قوماندان غند ۵۶ ضربتی امنیت ملی (۱۳۷۱–۱۳۷۶).